# Scopula pyrrhochra
Scopula pyrrhochra är en fjärilsart som beskrevs av Louis Beethoven Prout 1916. Scopula pyrrhochra ingår i släktet Scopula och familjen mätare. Inga underarter finns listade.